# Much More
Il Much More è stata una discoteca nata a Roma nel 1979 in via Luciani nel quartiere Parioli.

## Storia
Il proprietario era Gilberto Iannozzi, che aveva già creato sempre a Roma il Jackie’ O e l'Easy Going. La discoteca, che si ispirava allo Studio 54 di NY, era nata sulle ceneri del Cinema Roxy, nel cuore del quartiere Parioli e trovò proprio nei “pariolini”, i cosiddetti ragazzi dei Parioli,  il suo massimo indice di gradimento.
Il locale fu inaugurato dal dj Pietro Micioni insieme al dj/rapper americano Al Jordan. Successivamente il loro posto fu preso dal dj Faber Cucchetti di Radio Dimensione Suono, che rimase in consolle fino al 1984, per poi lasciare il posto al fratello Luca Cucchetti.
L'impianto audio e luci fu curato inizialmente da Ennio Baldelli e gli effetti speciali, stile cinema, da Carlo Marcuccilli. Infatti durante le serate si alternavamo filmati sul maxi schermo ed effetti artificiali di pioggia e neve. Al Much More si vide uno dei primi raggi laser. Al Much More fu girata anche una delle sigle del programma Rai: Discoring.
Il Much More successivamente vide il susseguirsi di molti dj romani al mixer e negli anni ha cambiato vari nomi, diventando: Le Gorgone, l'Acropolis e, infine, Le Vetrine. Oggi è ritornato ad essere di nuovo la multisala cinematografica Roxy.

## Filmografia
- "Strani Ritmi - La storia del dj Marco Trani" (2014)